# 카사하라 루미
카사하라 루미(일본어: 笠原 留美 かさはら るみ[*], 1970년 3월 8일~)는 일본의 여성 성우이다. 니가타현 출신이고, 아오니 프로덕션 소속이다.